# 藤原文元
藤原 文元（ふじわら の ふみもと）は、平安時代中期の海賊で藤原純友の部下。「藤原純友の乱」の発端となった国司襲撃事件を引き起こした。

## 略歴

### 反乱以前
藤原文元の詳細な出自は不明だが、畿内周辺の中・下級官人の出身で備前周辺に勢力を持ち、租税収取を請け負った負名であったと考えられる。
『尊卑分脈』に記された藤原南家継縄４代孫「近真」の子「信乃守」文元に比定しする説もある。その場合「信乃（信濃）守」は「信濃掾」の誤りだとみられる。
また承平６年に藤原純友が海賊平定のために伊予へ派遣されているが、この時文元も海賊平定に関わっていたという説もある。
親族として文元とともに反乱軍に加わった弟の文用（文茂とも）がいる。また藤原純友の死後、文元・文用兄弟とともに逃亡を続けた反乱軍幹部の三善文公も諱に「文」の文字があることから、婚姻関係や外縁などであった可能性も指摘されている。

### 国司襲撃事件
天慶2年（940）12月26日寅の刻、摂津国須岐駅（芦屋駅）で妻子を伴い平安京に向かう備前介・藤原子高および播磨介・島田惟幹を文元が襲撃する事件が発生する。純友の乱の顛末を記した『純友追討記』によれば、藤原子高の妻は奪い去られ、その子は殺され、子高本人は耳と鼻を切り落とされる凄惨な暴行を受けたという。
襲撃された藤原子高は、旱魃が起こり各地に群盗が発生していた同年閏７月の臨時除目で備前介に補任されており、群盗鎮圧の任務を帯びていた可能性がある。また子高は事件後も生き残り後に讃岐介に任命されるが、そこでも問題を起こしていることから国司としての資質に欠けていたとも思われる。
襲撃事件の９日前、同月１７日には伊予国に居住していた藤原純友が兵を集めて出港する動きを見せており、事態沈静化のため純友の京への召喚要請が伊予守・紀淑人から届けられ、５日前の２１日に純友召喚の太政官符が摂津・丹波・但馬・播磨・備前・備中・備後に出されたばかりであった。
事件の一報は難を逃れた子高の従者により同日中に朝廷へ伝えられ、公卿たちは摂政兼太政大臣・藤原忠平の邸宅で対応を協議した。
『純友追討記』には「このころ東西二京に連夜火を放つ。（中略）純友の士卒、京洛に交わりて致すところなり。ここに於て、備前介藤原子高、その事を風聞し、その旨を奏せんがため、天慶二年十二月下旬、妻子を相具して、陸路より上道せんとす。純友これを聞き、まさに子高を害さんがため、郎侗（郎等）文元をして、摂津国莵原郡須岐駅に及ばしむ（原漢文）」と記されている。
これが備前介・藤原子高一行が京に向かっていた理由や、それを文元が襲撃した理由について記した唯一の史料であるが、朝廷への報告のため国司自身が妻子を伴って京に向かうのは不自然なことから、子高は対立していた文元に伊予の藤原純友が加勢することを知り、風聞の報告にかこつけて逃亡したのが実態であったと考えられている。また、純友が瀬戸内海の海賊を糾合して大陸との交易を画策しており、それを子高が察知したことが原因だという意見もある。
ただし、藤原純友は子高逃亡の報を受けて出撃を中止したか、伊予に引き返してこの襲撃には関与していなかったという説もある。

### 朝廷による懐柔と東瀬戸内海の動乱
この時東国は平将門によって占領されており、東西同時の反乱を受けた朝廷は、ひとまず東国の平将門に戦力を集中することを決める。
年が明けた天慶３年（941）１月には小野好古が追捕山陽道使に任命される一方、純友を従五位下に叙任、文元も任官（具体的な官職は不明）した上で軍監に補任する懐柔策を打ち出す。この軍監は「軍防令」に定められた将軍、副将軍に次ぐ役職で、将門討伐に派遣された征東大将軍・藤原忠文の幕僚に任命したと思われる。ただし国司襲撃の張本人を任官するのは不自然な上、根拠となる『貞信公記抄』には「文元等任官、又補軍監」（１月２０日条）と書かれているだけなので、この「文元」は別人だという意見もある。
伊予国からは、純友に好意的な意見が記されたと思われる「伊予国解状」と、自身に反乱の意思が無いことを記したと思われる「純友申文」が朝廷に届けられた。それを受けて追捕山陽道使の進軍をしばらく停止させることが決定する。
しかし、瀬戸内海東部の備中国、淡路、阿波、讃岐では海賊の襲撃が続いていた。
当時、瀬戸内海の海賊たちは伊予の藤原純友、備前・播磨の藤原文元・文用兄弟と三善文公、讃岐の藤原三辰・紀文度等の集団に分かれており、藤原純友は彼らの盟主的な存在であったものの、急進派の藤原文元・藤原三辰を制御しきれなかったと見られている。小野好古が任命されたのが追捕「山陽道」使である理由も、山陽道東部を基盤とする文元を主目標としていたためだと思われる。
その一方、２月中旬以降は瀬戸内海で大きな騒乱や事件が確認できないことから、藤原文元らが純友の求めに応じて行動を自制したという意見もある。

### 反乱の本格化
平将門が討たれると、朝廷は6月18日に「純友暴悪士卒」の追捕を決定する。「純友暴悪士卒」とは具体的には文元らを指し、純友本人の名指しを避けて純友を文元ら急進派から切り離す方針であったと思われる。
７月の情勢は史料が欠けているため明らかではないが、８月になると騒乱の中心は四国（南海道）に移り、石清水八幡宮以下の十二社に奉幣して「『南海』凶賊藤文元等」の討滅を祈願しているので、追捕山陽道使（小野好古）によって山陽道は制圧され、文元らは四国に逃れ、おそらく阿波国の海賊と手を組んで再び蜂起したと思われる。
藤原純友自身は「純友暴悪士卒」の追捕が決定されたあともしばらく伊予で事態を静観していたようだが、文元らが四国に追われるのを見て、あるいは文元らからの救援の求めに応じて、ついに武装蜂起を決断したと思われる。こうして独自に行動していた伊予の藤原純友、備前・播磨の藤原文元一派、讃岐の藤原三辰一派は一つの反乱勢力として結集し、純友は４００余りの兵船を率いて伊予・讃岐・阿波の国府を襲撃し、また備前・備後にも攻勢をかけた。

### 純友の死と逃亡
９月以降も瀬戸内海各地で海賊の襲撃が相次ぐが、朝廷側の反攻により海賊の活動範囲は次第に西へと追いやられていった。幹部の中にも討ち取られる者（紀文度・藤原三辰）や朝廷に帰順する者（藤原恒利）が出はじめる。翌年の天慶４年（941）５月に反乱軍は大宰府を襲撃する最後の攻勢に出るが、博多湾で追捕使の水軍に大敗して壊滅的な打撃を受ける。
藤原純友は僅かな手勢とともに伊予に逃れるが、６月２０日伊予警固使・橘遠保に討ち取られる（捕縛されて処刑、または獄死とも、詳細は承平天慶の乱および藤原純友の記事を参照）。この時までの文元の動向は明らかではない。
文元の動向が明らかになるのは9月のことで、武装した文元、弟の文用、三善文公および従者３人の合計６名が備前国邑久郡桑浜に上陸したことが確認され、備前だけでなく播磨・美作・備中にも協力を要請して山々を捜索していることが朝廷に報告される。その後播磨国の軍勢は、同国赤穂郡八野郷石窟山（現在の兵庫県相生市矢野町三濃山と推定）で文元一行を発見して合戦となり、三善文公の殺害に成功するが、文元・文用は逃亡する。

### 謀殺
それからひと月ほど経過した10月18日の酉の刻（午後５時～７時）、但馬国朝来郡朝来郷に住む蔭孫（三位以上の貴族の孫）賀茂貞行の邸宅を、従者を連れた２人の僧侶が訪問して主人への面会を求めた。賀茂貞行が門前に待たせた件の僧侶を垣根の隙間から覗き見ると、剃髪した文元・文用兄弟であった。そこで貞行は文元兄弟と従者を寺に泊らせて酒食を提供し、事情を聴くことにした（詳細は不明だが賀茂貞行と文元は旧知の間柄であったと思われる）。
文元は、官軍の目を掻い潜ってここまで来た事、貞行の助けを借りて「我が思慮」を遂げたいと思っていること、衣服や食料・草鞋・従者などの提供を希望すること、旅支度を整えたら北陸道を通って坂東に逃れようとしていることを語る。そして「本意」を遂げた暁には必ず恩に報いることを約束した。
貞行は承諾する振りをしてその場を立ち去ると数百人の兵士を集め、翌１９日の未の刻（午後１時～３時）に文元の宿所を包囲した。騙されたことを知った文元は太刀を抜いて貞行に襲い掛かるが、貞行と配下の兵士達が放つ矢に当り息絶えた。文用等も同様に殺害された。
貞行は文元兄弟の頸を取るとそれを持って但馬国府に行き事態を知らせた。さらに自ら但馬国の使者として但馬国解と文元の首級を持って京に出向き事の顛末を報告した。
藤原文元の死をもって「藤原純友の乱」の終結とされる。

## その他
藤原純友の乱を描いた絵巻として知られる『楽音寺縁起絵巻』には、純友は備前国釜島を根城としており、安芸国沼田荘荘官沼田氏の祖・藤原倫実によって討ち取られた物語が記されている。
実際は釜島は藤原文元の拠点で、天慶３年６月に「純友暴悪士卒」の追捕が決定されて追捕使による釜島掃討作戦が行われたことが伝説化して、文元が純友に置き換わったとする説もある。